# Quercus nivea
Quercus nivea là một loài thực vật có hoa trong họ Cử. Loài này được King miêu tả khoa học đầu tiên năm 1889.